# Yên Thọ
Yên Thọ là một xã thuộc huyện Như Thanh, tỉnh Thanh Hóa, Việt Nam.
Xã có diện tích 14,2 km², dân số năm 1999 là 8722 người, mật độ dân số đạt 614 người/km².